# Tarkan
Tarkan Tevetoğlu, noto come Tarkan (Alzey, 17 ottobre 1972), è un cantante turco.
Il suo nome è quello di un noto personaggio dei fumetti turchi anni sessanta, simile a Conan il Barbaro, da cui i genitori hanno appunto tratto ispirazione.
Tarkan è conosciuto in Europa e in America soprattutto grazie alla canzone Şımarık (Viziata), rilanciata successivamente come Kiss Kiss da Holly Valance dopo averne acquisito i diritti da Sezen Aksu, anche a seguito di una disputa avuta da questa con Tarkan stesso. Un'altra delle sue hit è stata Sıkıdım (Shake), singolo uscito subito dopo quello di Simarik.
Tarkan ha trascorso la sua infanzia in Germania fino ai 14 anni, quando, improvvisamente, suo padre decise di far ritorno nella natìa Turchia.

## Biografia
Dal 1990 al 1992 Tarkan ha studiato presso la Üsküdar Musical Association, dove ha potuto contare sull'appoggio e l'incoraggiamento a farsi strada di alcuni tra i più grandi musicisti Turchi.
Nonostante ciò, Tarkan decise di ritornare in Germania, ma fu proprio durante i preparativi per la sua partenza che fece la conoscenza di Mehmet Sögütoğlu, presidente della casa discografica İstanbul Plak, ancora oggi la sua casa discografica. Il suo primo lavoro, Yine sensiz (Di nuovo senza di te) non è stato un grande successo. Lui stesso dovette promuovere il suo disco.
Nel 1994 il successo arriva con il suo secondo lavoro A-Acayipsin (Sei fantastica) che totalizza 2,5 milioni di copie vendute nella sola Turchia. Improvvisamente Tarkan diventa una star e si trasferisce, nel 1995, a New York, dove può terminare i suoi studi.
È in questo periodo che Tarkan conosce Ahmet Ertegün (il fondatore e padre-padrone della Atlantic Records, anch'egli di origini Turche) ed inizia a considerare l'idea di lavorare su un album interamente in Inglese; il progetto, più volte rimaneggiato e ritardato, sembra finalmente andato in porto e la sua pubblicazione sembra definitivamente prevista per la primavera del 2005.
Nel luglio 1997 il singolo discografico Şımarık ("viziata") viene incluso nell'album Ölürüm sana (Morirei per te) che ha richiesto due anni di lavoro. L'album vanta la cooperazione di Sezen Aksu, considerata una delle più grandi artiste turche, e di Ozan Çolakoğlu.
A livello internazionale Ölürüm sana vende 3,5 milioni di copie. Tarkan intraprende quindi un lungo tour attraverso l'Europa e l'America Latina per promuovere la sua musica esibendosi in 18 concerti in 17 città differenti.
All'apice della fama, Tarkan viene richiamato in patria per il servizio militare; ignorando l'ordine egli continua il suo tour in Europa e per questa ragione viene privato della cittadinanza e giudicato un disertore. In seguito, un'ammenda e un solo mese di servizio militare gli permetteranno di riavere la cittadinanza e di essere di nuovo acclamato in patria.
Cantante poco conosciuto in Italia, Tarkan - a detta dei critici - sa fondere con accattivante bravura suoni e strumenti della tradizione turca con ritmi del tutto occidentali. Fenomeno ammirato in Turchia dalla nuova generazione, ha rivoluzionato i rigidi schemi della tradizione per via delle sue performance sul palco, dense di movimenti e di ammiccamenti. Accusato da più parti di atteggiamenti contrari alla morale (omosessualità, bisessualità), egli utilizza tali accuse per accrescere la propria popolarità.

## Discografia

### Album
- 1991 – Yine sensiz
- 1994 – A-Acayipsin
- 1997 – Ölürüm sana
- 2001 – Karma
- 2003 – Dudu
- 2006 – Come Closer
- 2007 – Metamorfoz
- 2008 – Metamorfoz Remixes
- 2010 – Adımı kalbine yaz
- 2016 – Ahde Vefa
- 2017 – 10
- 2024 – Kuantum 51

### Raccolte
- 1999 – Tarkan

### Singoli
- 1997 – Şımarık
- 1999 – Sıkıdım
- 1999 – Bu gece
- 2001 – Kuzu kuzu
- 2001 – Hüp
- 2001 – Özgürlük içimizde
- 2002 – Bir oluruz iolunda
- 2006 – Bounce
- 2006 – Start the Fire
- 2007 – Vay anam vay
- 2008 – Arada bir
- 2008 – Pare pare
- 2008 – Dilli düdük
- 2010 – Öp
- 2016 – Cuppa
- 2018 – Yolla
- 2022 – Geççek
- 2022 – Yap bi güzellik
- 2022 – Son durak
- 2023 – Hep birlikte milli takım
- 2023 – Sen rahat uyu